# Walter Bathe

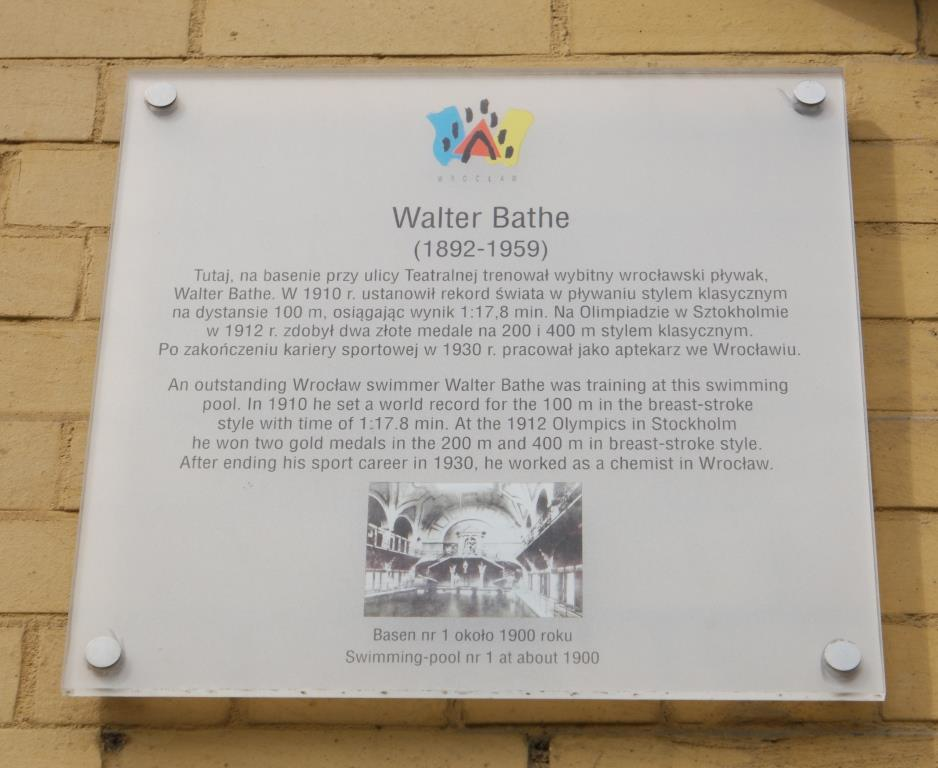
Erinnerungstafel für Walter Bathe am Hallenschwimmbad von Breslau (Polen).

Walter Bathe (* 1. Dezember 1892 in Probsthain, heute Proboszczów in Polen; † 18. September 1959 in Cesenatico, Italien) war ein deutscher Schwimmer.

## Werdegang
Bei Deutschen Schwimmmeisterschaften errang der für den ASV Breslau startende Spezialist für Bruststrecken zwischen 1911 und 1917 insgesamt vier Deutsche Meistertitel über 100 m Brust. Bei den Olympischen Spielen 1912 in Stockholm wurde er sowohl über 200 m Brust als auch über 400 m Brust Olympiasieger. Seine Bestzeiten sollten bis 1924 Bestand haben. Von seinen 600 Trophäen, die er beim Schwimmen gewinnen konnte, überdauerten lediglich die beiden Goldmedaillen, die ihm der schwedische König überreicht hatte, den Zweiten Weltkrieg, da er die Medaillen ständig bei sich trug.
Nach seiner Karriere als Schwimmer, die er erst 1930 beendete, wurde Bathe Apotheker, erst in Breslau, später nach dem Zweiten Weltkrieg in Augsburg. Im Jahr 1959 erlitt er beim Schwimmen in der Adria eine Gehirnthrombose, an der er zwei Tage später starb.
Im Jahr 1970 wurde er in die Ruhmeshalle des internationalen Schwimmsports aufgenommen.
Auf dem Olympia-Gelände in München ist der Weg zwischen dem Willy-Daume-Platz und dem Parkdeck am Olympiaturm nach Walther Bathe benannt.